# Détroit de Choiseul
Ne doit pas être confondu avec Baie de Choiseul.
Le détroit de Choiseul (en anglais : Choiseul Sound, en espagnol : seno Choiseul) est un fjord des îles Malouines. Il est situé parallèlement au passage Eagle (en) entre Lafonia (au sud) et la partie nord de Malouine orientale. L'île Lively est située à son embouchure. Sur la rive nord du détroit, se trouve la zone humide de Bertha's Beach Important Bird Area, classée site Ramsar.
Le détroit a été nommé par Louis-Antoine de Bougainville d'après le Premier ministre de Louis XV, Étienne-François de Choiseul.